# Pandisus modestus
Pandisus modestus là một loài nhện trong họ Salticidae.
Loài này thuộc chi Pandisus. Pandisus modestus được Peckham & Wheeler miêu tả năm 1889.